# William Henry Cavendish-Bentinck
William Henry Cavendish-Bentinck, III duque de Portland (Nottinghamshire, 14 de abril de 1738-Bulstrode Park, Buckinghamshire, 30 de octubre de 1809) fue un político whig y estadista británico, que ocupó los cargos de rector de la Universidad de Oxford y primer ministro del Reino de Gran Bretaña, Reino Unido desde 1801. Antes de 1762, era conocido por el título de marqués de Titchfield. Tuvo un título de todos y cada uno de los grados de la nobleza británica (el de duque, el de marqués, el de conde, el de vizconde y el de barón). Fue el trastatarabuelo de la reina Isabel II del Reino Unido (por parte materna) y, por lo tanto, antecesor del actual rey Carlos III.

## Biografía
Fue el hijo mayor de William Bentinck, II duque de Portland y Margaret Cavendish Bentinck, de la que heredó vastas extensiones de tierra. Educado en Westminster School y Christ Church (Oxford), fue elegido por, el hoy extinto municipio de Weobley (absorbido por Herefordshire) en la Cámara de los Comunes en 1761, antes de tomar posesión del puesto que tras su fallecimiento, dejó vacante su padre en la Cámara de los Lores al año siguiente. Asociado con el aristocrático partido whig de Charles Watson-Wentworth, II marqués de Rockingham, sirvió como Lord Chambelán en el primer mandato de Charles, y luego como Lord Teniente de Irlanda en el segundo (entre abril y agosto de 1782).
En abril de 1783, el duque fue jefe titular de un gobierno de coalición cuyos líderes reales eran Charles James Fox y Frederick North, II conde de Guilford. Se desempeñó como Primer Lord del Tesoro (First Lord of the Treasury) en este ministerio hasta su caída en diciembre del mismo año.
En 1789, el duque se convirtió en uno de los vicepresidentes del Hospital Foundling de Londres. Esta entidad benéfica se había convertido en uno de los más modernos de la época, con varios notables de la época que prestaron servicio en su junta directiva. En su creación, cincuenta años antes, su padre, el II duque de Portland, había sido uno de los miembros fundadores, inscrito por Decreto Real concedido por Jorge II de Gran Bretaña. La misión del hospital era cuidar a los niños abandonados en Londres y alcanzó fama rápidamente a través de su misión conmovedora, su colección de arte donada por apoyar a los artistas y conciertos populares benéficos de Georg Friedrich Händel. En 1793, el duque se hizo cargo de la presidencia de la institución.
Junto con muchos otros conservadores whigs (como Edmund Burke), el duque estaba muy incómodo con la Revolución Francesa, y finalmente rompió con Fox por este motivo, uniéndose al gobierno de William Pitt (el Joven) como secretario del Interior en 1794. Continuó desempeñándose en el gabinete hasta la muerte de Pitt en 1806 (aunque de 1801 a 1805 como Presidente del Consejo (Lord President of the Council), y luego como ministro sin cartera.

## Títulos y tratamientos
- Marqués de Titchfield (1738-1762)
- Su graciosidad, el III duque de Portland (1762-1765)
- Su graciosidad, el III duque de Portland, consejero privado (1765-1794)
- Su graciosidad, el III duque de Portland, caballero de la Orden de la Jarretera y consejero privado (1794-1809)